# Juan Delgado (futbolista)
Juan Delgado es un futbolista mexicano. Jugó para el Club Deportivo Guadalajara de 1950 a 1952. 

## Clubes
| Club        | País   | Año         |
| ----------- | ------ | ----------- |
| Guadalajara | México | 1950 - 1952 |